# International Lawn Tennis Challenge 1911
L'International Lawn Tennis Challenge 1911 fu la decima edizione di quella che oggi è conosciuta come Coppa Davis. Dopo che nessuna squadra decise di affrontare quella dell'Australasia l'anno precedente, furono ancora una volta britannici e statunitensi a sfidare i detentori. Per la prima volta venne concesso alle squadre di usare dei sostituti in caso di vittoria già assegnata, in finale gli Stati Uniti schierarono infatti la riserva Maurice McLoughlin quando la sconfitta era già maturata.
Per la prima volta inoltre venne anche disputato un match in Nuova Zelanda, precisamente al Hagley Park di Christchurch, tra il 1° e il 3 gennaio 1912. Vinse l'Australasia in finale contro gli Stati Uniti.

## Finale
| Stati Uniti 4 | West Side Tennis Club, New York, Stati Uniti 9–12 settembre 1911 | West Side Tennis Club, New York, Stati Uniti 9–12 settembre 1911 | Gran Bretagna 1 |     |     |     |     |  |
| \| \| \| \| 1 \| 2 \| 3 \| 4 \| 5 \| \| \| - \| \| ------------------------------------------------------------ \| --- \| --- \| --- \| --- \| --- \| \| \| 1 \| \| William Larned Charles Dixon \| 6 3 \| 2 6 \| 6 3 \| 3 6 \| 7 5 \| \| \| 2 \| \| Maurice McLoughlin Arthur Lowe \| 7 5 \| 6 1 \| 4 6 \| 4 6 \| 6 3 \| \| \| 3 \| \| Thomas Bundy / Raymond Little Alfred Beamish / Charles Dixon \| 3 6 \| 5 7 \| 4 6 \| \| \| \| \| 4 \| \| William Larned Arthur Lowe \| 6 3 \| 1 6 \| 7 5 \| 6 1 \| \| \| \| 5 \| \| Maurice McLoughlin Charles Dixon \| 8 6 \| 3 6 \| 6 3 \| 6 2 \| \| \| |                                                                  |                                                                  |                 |     |     |     |     |  |
| |                                                                  |                                                                  | 1               | 2   | 3   | 4   | 5   |  |
| 1 | Stati Uniti (bandiera) · Gran Bretagna (bandiera)                | William Larned Charles Dixon                                     | 6 3             | 2 6 | 6 3 | 3 6 | 7 5 |  |
| 2 | Stati Uniti (bandiera) · Gran Bretagna (bandiera)                | Maurice McLoughlin Arthur Lowe                                   | 7 5             | 6 1 | 4 6 | 4 6 | 6 3 |  |
| 3 | Stati Uniti (bandiera) · Gran Bretagna (bandiera)                | Thomas Bundy / Raymond Little Alfred Beamish / Charles Dixon     | 3 6             | 5 7 | 4 6 |     |     |  |
| 4 | Stati Uniti (bandiera) · Gran Bretagna (bandiera)                | William Larned Arthur Lowe                                       | 6 3             | 1 6 | 7 5 | 6 1 |     |  |
| 5 | Stati Uniti (bandiera) · Gran Bretagna (bandiera)                | Maurice McLoughlin Charles Dixon                                 | 8 6             | 3 6 | 6 3 | 6 2 |     |  |

## Challenge round
| Australasia 4 | Lancaster Park, Christchurch, Nuova Zelanda 1–3 gennaio 1912 | Lancaster Park, Christchurch, Nuova Zelanda 1–3 gennaio 1912     | Stati Uniti 0 |     |     |     |     |             |
| \| \| \| \| 1 \| 2 \| 3 \| 4 \| 5 \| \| \| - \| \| ---------------------------------------------------------------- \| --- \| --- \| --- \| --- \| --- \| ----------- \| \| 1 \| \| Norman Brookes Beals Wright \| 6 4 \| 2 6 \| 6 3 \| 6 3 \| \| \| \| 2 \| \| Rodney Heath William Larned \| 2 6 \| 6 1 \| 7 5 \| 6 2 \| \| \| \| 3 \| \| Norman Brookes / Alfred Dunlop Maurice McLoughlin / Beals Wright \| 6 4 \| 5 7 \| 7 5 \| 6 4 \| \| \| \| 4 \| \| Norman Brookes Maurice McLoughlin \| 6 4 \| 3 6 \| 4 6 \| 6 3 \| 6 4 \| \| \| 5 \| \| Rodney Heath Beals Wright \| \| \| \| \| \| non giocata \| |                                                              |                                                                  |               |     |     |     |     |             |
| |                                                              |                                                                  | 1             | 2   | 3   | 4   | 5   |             |
| 1 | Australasia (bandiera) · Stati Uniti (bandiera)              | Norman Brookes Beals Wright                                      | 6 4           | 2 6 | 6 3 | 6 3 |     |             |
| 2 | Australasia (bandiera) · Stati Uniti (bandiera)              | Rodney Heath William Larned                                      | 2 6           | 6 1 | 7 5 | 6 2 |     |             |
| 3 | Australasia (bandiera) · Stati Uniti (bandiera)              | Norman Brookes / Alfred Dunlop Maurice McLoughlin / Beals Wright | 6 4           | 5 7 | 7 5 | 6 4 |     |             |
| 4 | Australasia (bandiera) · Stati Uniti (bandiera)              | Norman Brookes Maurice McLoughlin                                | 6 4           | 3 6 | 4 6 | 6 3 | 6 4 |             |
| 5 | Australasia (bandiera) · Stati Uniti (bandiera)              | Rodney Heath Beals Wright                                        |               |     |     |     |     | non giocata |